# Isabelle d’Orléans, duchesse de Guise

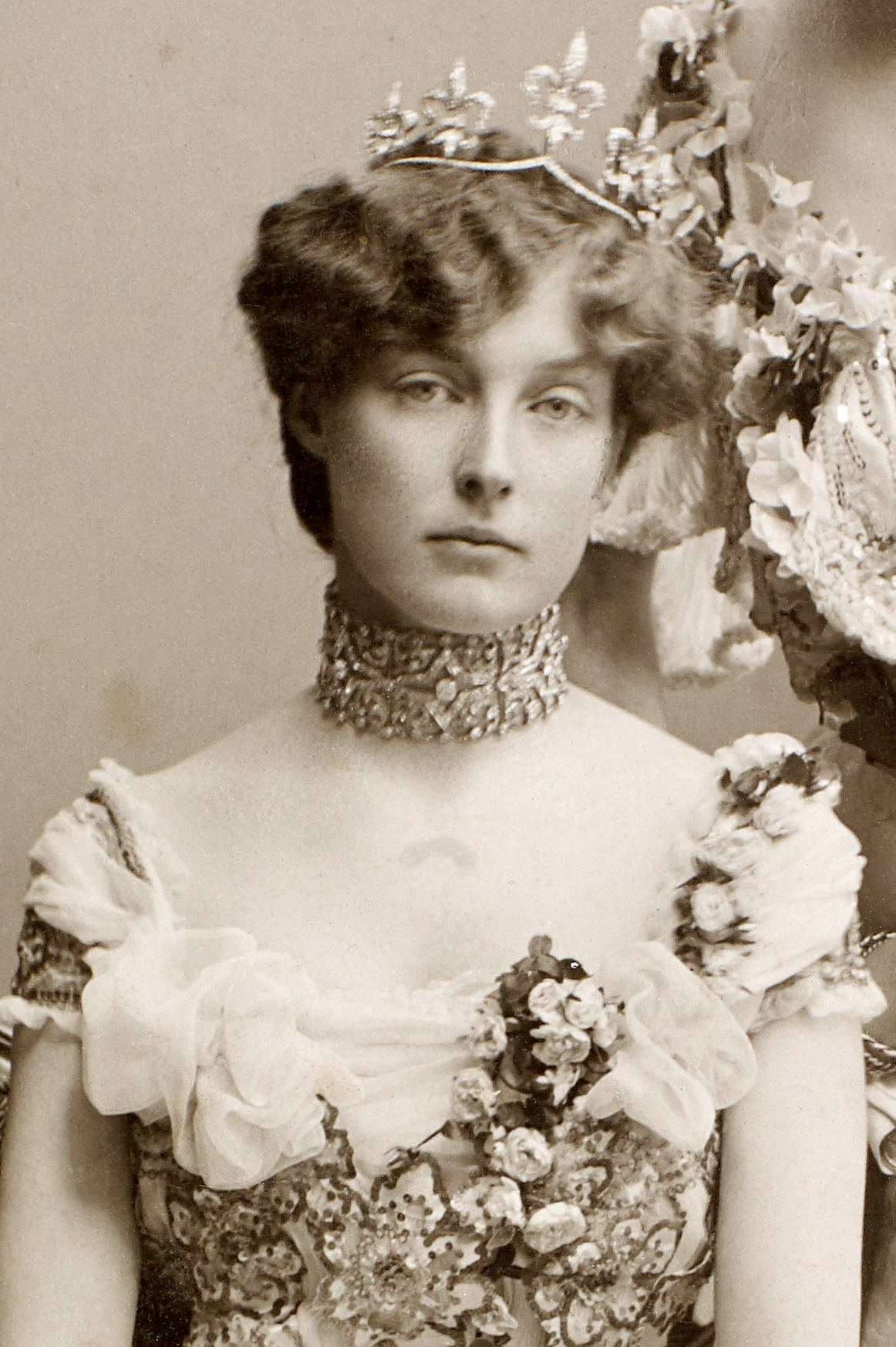
Isabelle d’Orléans, nach 1899

Isabelle Marie Laure Mercédès Ferdinande d’Orléans (* 7. Mai 1878 in Eu, Frankreich; † 21. April 1961 in Larache, Marokko) war eine französische Monarchistin. Die Orléanisten betrachteten sie ab 1926 als Königin von Frankreich und Herzogin von Guise.

## Leben
Isabelle d’Orléans war die Tochter des französischen Thronprätendenten Louis Philippe von Orléans und der spanischen Prinzessin Maria Isabella d’Orléans-Montpensier.
Sie heiratete am 30. Oktober 1899 in Twickenham ihren Cousin Jean d’Orléans, duc de Guise (1874–1940), der nach dem Tod von Isabelles Bruder 1926 französischer Thronprätendent wurde. Das Paar hatte vier Kinder:
- Isabelle Françoise Hélène Marie d’Orléans (1900–1983) ⚭ Bruno d’Harcourt (1899–1930)
- Françoise Isabelle Louise Marie (1902–1953) ⚭ Christoph von Griechenland (1888–1940)
- Anne Hélène Marie (1906–1986) ⚭ Herzog Amadeus d’Aosta (1898–1942)
- Henri von Orléans (1908–1999) ⚭ Isabelle d’Orléans-Bragance (1911–2003)

Isabelle starb am 21. April 1961 in Larache im Alter von 83 Jahren. Sie wurde neben ihrem Ehemann in der Königlichen Kapelle Saint Louis in Dreux bestattet.